# 新町 (群馬県)
新町（しんまち）は群馬県中南部にあった町である。多野郡に属していた。
現在は高崎市の一部になっている。面積3.74km2は東日本最小（高崎市への編入前の時点）で、北関東では最大の人口密度を誇った（1平方キロメートルあたり3359人）。藤岡市への通勤率は15.9%・高崎市への通勤率は15.5%。関東大都市圏に属していた（平成17年国勢調査）。
中山道の宿場・新町宿が置かれ、宿場町として栄えた。陸上自衛隊新町駐屯地がある。
2006年（平成18年）1月23日に群馬郡群馬町・箕郷町・倉渕村と共に高崎市に編入された。当初は隣接する藤岡市と合併交渉を行っていたが交渉が決裂。のちに隣接していない高崎市との合併が決まり、現在は高崎市の飛び地となっている。
1889年の町成立より新町には大字が存在せず、2006（平成18年）の合併後は旧・新町の全域をもって「高崎市新町」という1つの大字になった。

## 地理

### 隣接していた自治体
群馬県
- 藤岡市
- 佐波郡
  - 玉村町

埼玉県
- 児玉郡
  - 上里町

## 歴史

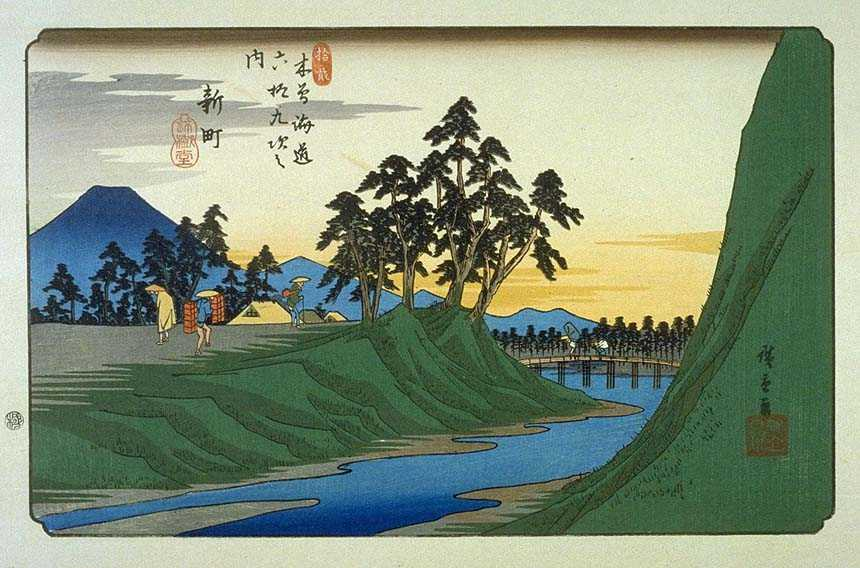
木曾街道六拾九次 新町（歌川広重画）

古くは、当町北部を落合、南部を笛木と呼んだ。烏川、神流川の氾濫原であるために洪水が多かったようで、原始 - 古代の史跡等は残されていない。

### 古代〜中世
- 701年（和銅4年） - 大宝律令により上野国緑野郡設置。
高足郷、升茂郷が当地に比定されている。

### 近世
- 1582年（天正10年）6月 - 当地で厩橋城（現・前橋市）の滝川一益と小田原城後北条氏が戦う（神流川合戦）。
- 正保年間（1644年 - 1648年） - 加賀藩前田氏により、当地を通る街道（加賀街道）が開かれる。
- 慶安 - 承応頃 - 落合・笛木に宿場の町並みが形成される。
古文書によると、「落合新町」、「笛木新町」との記述が多く、宿場としては両町あわせて新町宿と呼ばれたが、行政的には比較的独立していた[1]。
- 1654年（承応3年） - 加賀街道が中山道となる。
- 1724年（享保9年） - 新町宿が中山道の正式な宿場となる[1]。
- 1742年（寛保2年）8月 - 大洪水発生（寛保二年江戸洪水）[2]。
- 1747年（延享4年）1月9日 - 大火発生。

### 近代〜現代
- 1868年（慶応4年）
  - 2月15日 - 蜂起が発生。商家が打ち壊し、放火に遭う[3]。
  - 6月17日 - 岩鼻県成立に伴い、同県に所属する。
- 1871年（明治4年）10月28日 - 群馬県成立に伴い、同県に所属する。
- 1873年（明治6年）6月 - 熊谷県成立に伴い、同県に所属する。
- 1875年（明治8年） - 緑野郡落合新町・笛木新町が合併し、新町となる。
- 1876年（明治9年）8月21日 - 群馬県再成立に伴い、同県に所属する。
- 1877年（明治10年）10月20日 - 新町紡績所（内務省勧業寮屑糸紡績所）の開業式が行われる。
- 1883年（明治16年）12月27日 - 日本鉄道（現JR東日本高崎線）新町駅が開業する。群馬県内で最初に開業した駅となった。
- 1889年（明治22年）4月1日 - 町村制施行に伴い、緑野郡新町が成立する。
- 1896年（明治29年）4月1日 - 緑野郡が多胡郡・南甘楽郡と統合して多野郡となり、同郡の所属となる。
- 2006年（平成18年）1月23日 - 群馬郡群馬町・箕郷町・倉渕村とともに高崎市に編入。町域は高崎市新町となる。

## 地域

### 企業
- ハーゲンダッツ ジャパン群馬工場
- ガトーフェスタハラダ本社

### 教育
現在は高崎市立
小学校
- 新町立新町第一小学校
- 新町立新町第二小学校

中学校
- 新町立新町中学校

大学
- 上武大学経営情報学部

## 交通

### 鉄道
- 東日本旅客鉄道（JR東日本）
  - 高崎線
    - 新町駅

### 道路
国道
- 国道17号

県道
- 群馬県道40号藤岡大胡線
- 群馬県道131号児玉新町線
- 群馬県道178号中島新町線

## 出身有名人
- 富沢美智恵（声優）
- 吉江まりも（群馬テレビアナウンサー）
- 柳家紫文（落語家）
- 金鶴泳（作家）

## 新町を舞台とした作品

### テレビドラマ
- 木曽街道いそぎ旅（第3話）
- 昭和四十六年 大久保清の犯罪

## 参考資料
- 新井健司「江戸時代中期の新町宿に洪水被害を与えた神流川下流の河道変遷」『上武大学経営情報学部紀要』第29号、上武大学経営情報学部、2006年、119-142頁。